# یغیا
یغیا یا یقیا (به ارمنی: Եղիա)  نام کوچک مردانه رایج در میان ارمنیان می‌باشد و ممکن است به یکی از موارد زیر اشاره داشته باشد:
- یغیا جرجیان، مؤلف و چهره سیاسی
- یغیا دندسیان، آهنگساز
- یقیا گاسپاریان
- یغیا یاورویان، بازیکن فوتبال